# Dólmen

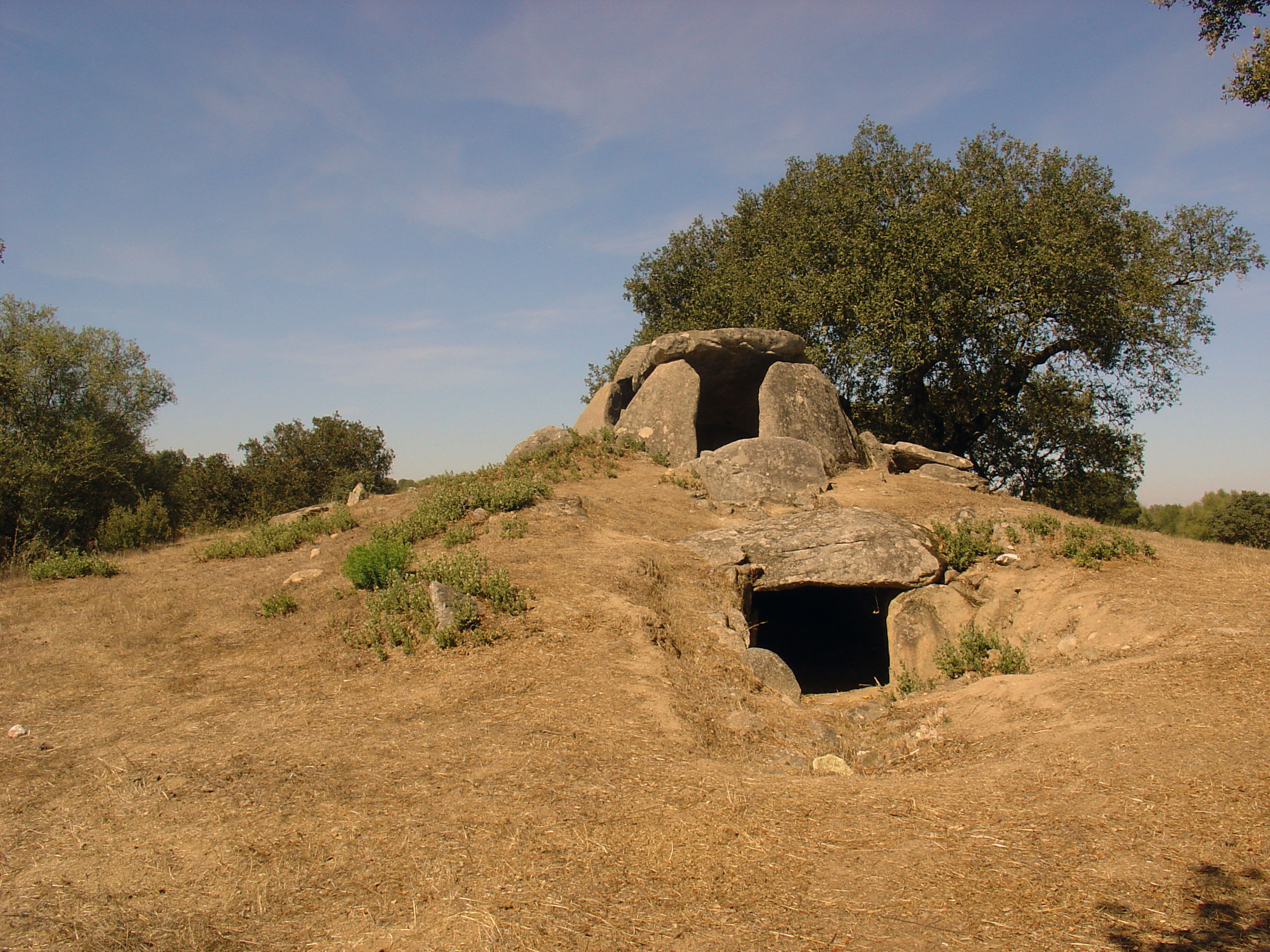
Anta de S. Geraldo, Portugal.

Os dólmens são monumentos megalíticos tumulares coletivos construídos por humanos (datados desde o fim do V milênio a.C. até ao fim do III milênio a.C., na Europa, e até ao I milênio, no Extremo Oriente). O nome deriva do Bretão dol = mesa e men = pedra. Também são conhecidos por antas, orcas, arcas, e, menos vulgarmente, por palas. Popularmente, são também por vezes designados por casas de mouros, fornos de mouros ou pias.

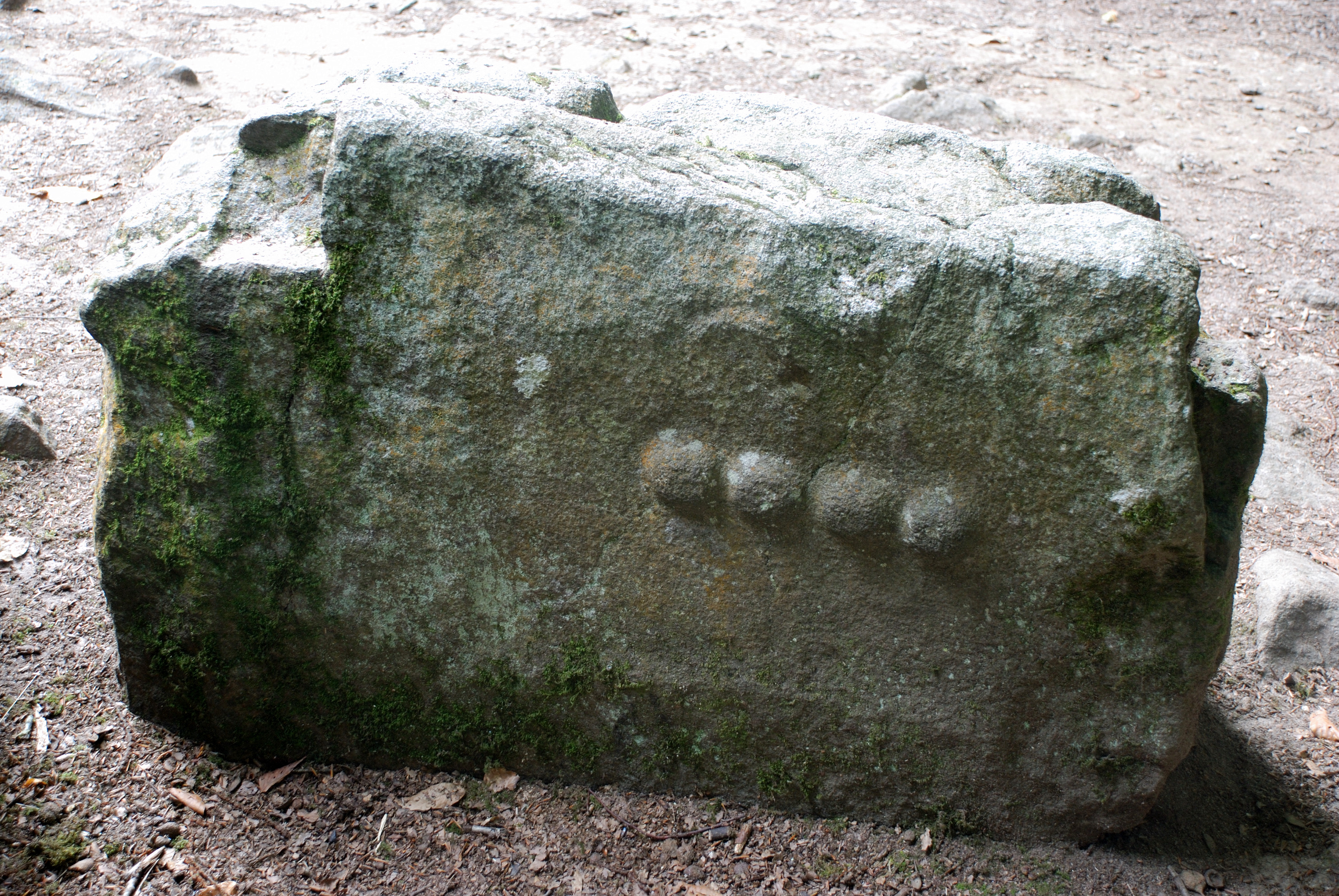
Gravura neolítica de Deusa mãe (representada com quatro seios) num dólmen

## Características

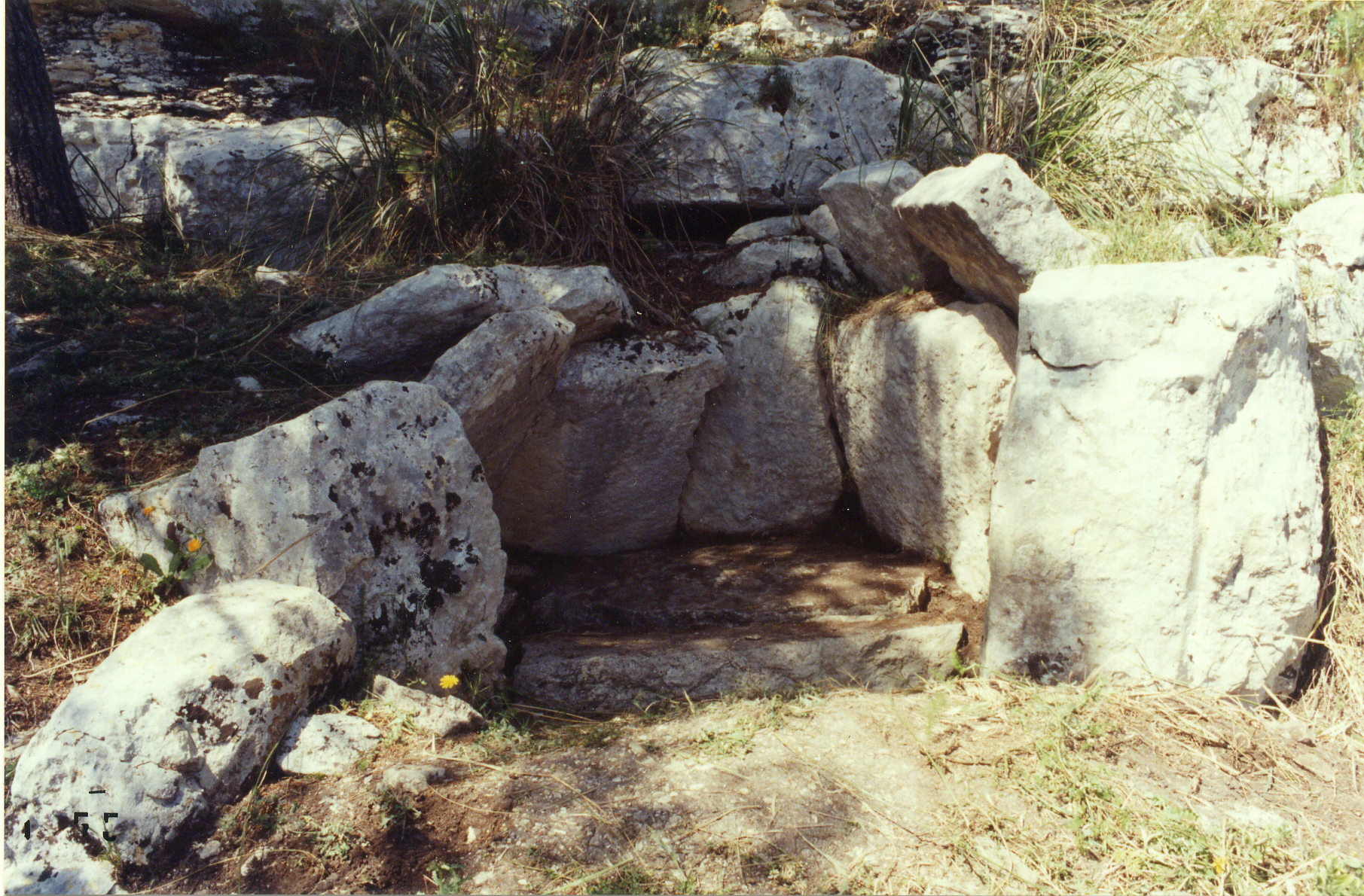
Dólmens circulares de Cava dei Servi (Sicília)

Os dólmens caracterizam-se por terem uma câmara de forma poligonal ou circular utilizada como espaço sepulcral. A câmara dolmênica era construída com grandes pedras verticais que sustentam uma grande laje horizontal de cobertura.  As grandes pedras em posição vertical, denominadas esteios ou ortóstatos, são em número variável entre seis e nove. A laje horizontal é designada de chapéu, mesa ou tampa. Existem câmaras dolmênicas que chegam a ter a altura de seis metros. Quando a superfície da câmara dolmênica não supera o metro quadrado, considera-se que é um monumento megalítico denominado cista. Nos dólmens, comumente eram sepultados mortos, ocasionalmente com as suas armas, jóias, vasos e outros objetos pessoais.
Os dólmens podem ser classificados em:
- dólmens simples fechados: possuem a câmara dolmênica fechada, não tendo à partida nenhuma abertura, sendo necessária a remoção da tampa aquando de cada novo enterramento;
- dólmens simples abertos: possuem a câmara dolmênica aberta na parte lateral da câmara, por uma abertura que pode assumir várias formas;
- dólmens de corredor: possuem um corredor ou galeria de acesso à câmara formado por diversos esteios verticais, normalmente cobertos por lajes menores designadas por tampas. Alguns corredores apresentam um pequeno átrio no lado oposto à câmara. O corredor pode ter variadíssimos tamanhos; conhecem-se em Portugal antas com corredor de dezasseis metros de comprimento.

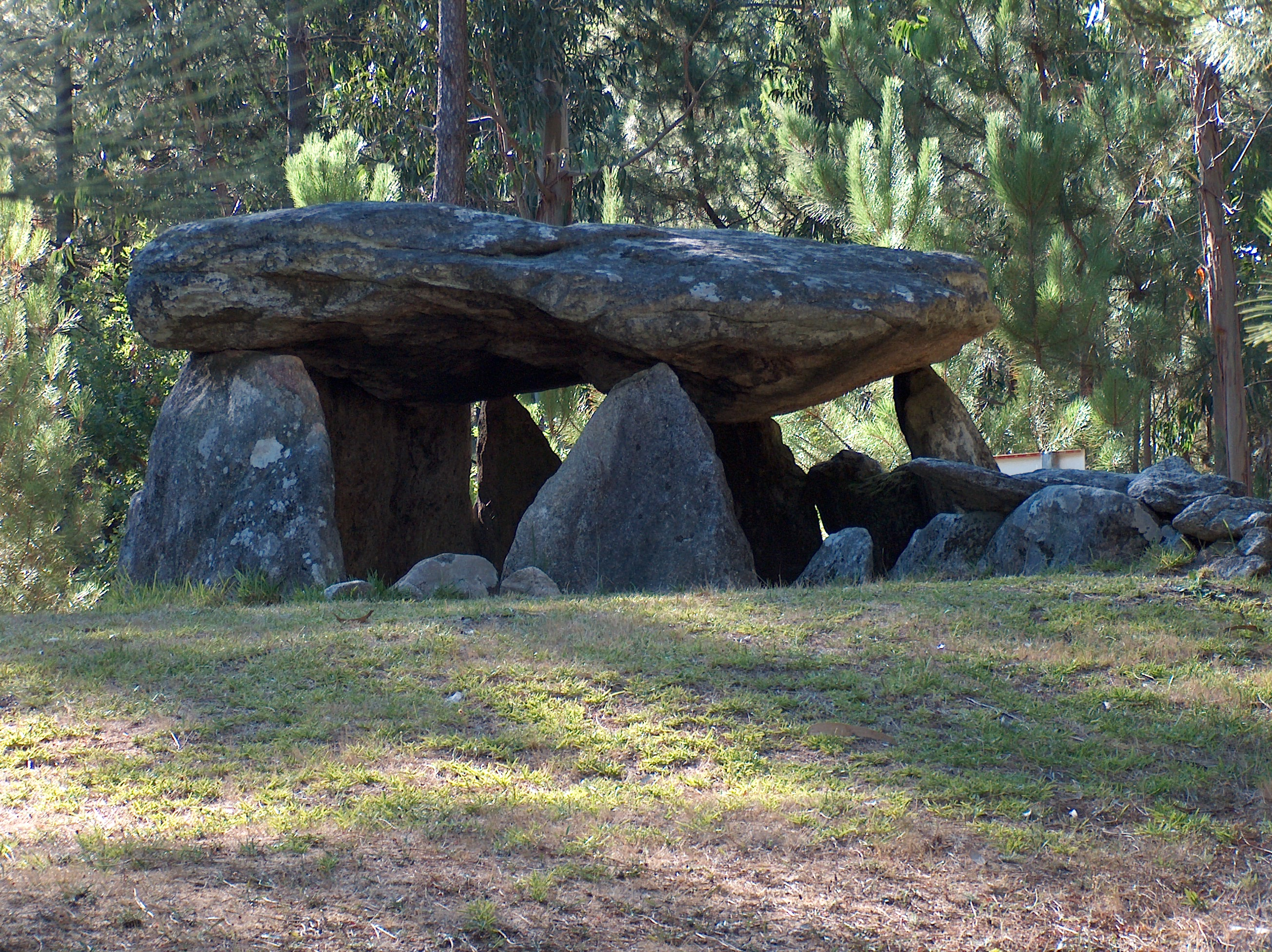
Anta da Cerqueira.

Pensa-se que os monumentos megalíticos mais antigos sejam os dólmens que não possuíam corredor.
Na Europa, há dólmens nas zonas costeiras do Mediterrâneo e do Atlântico e também no litoral do Mar do Norte e do Mar Báltico. Há também monumentos megalíticos semelhantes no Norte de África, na Síria, na Pérsia, e na Índia. Na Península Ibérica, também é no litoral que se encontram dólmens em maior número.
Nas câmaras mortuárias dolmênicas, além de restos de esqueletos, têm sido encontrados vários objetos em pedra, cerâmica, osso, armas e utensílios, como machados de pedra polida, pontas de seta, micrólitos, vasos campaniformes, etc.
É na Andaluzia e no Sul de Portugal que, no entender dos arqueólogos, se situa o centro de onde irradiou a chamada cultura dolmênica ou megalítica.